# Thomas Ereu
Thomas Ereu est un joueur de volley-ball vénézuélien né le 25 octobre 1979 à Acarigua. Il mesure 1,93 m et joue réceptionneur-attaquant.

## Clubs
| Club                      | Pays      | De        | À         |
| ------------------------- | --------- | --------- | --------- |
| Pallavolo Mantoue         | Italie    | 2000-2001 | 2000-2001 |
| CV Málaga                 | Espagne   | 2002-2003 | 2002-2003 |
| Arona Tenerife            | Espagne   | 2003-2004 | 2004-2005 |
| Pagvolley Taviano         | Italie    | 2005-2006 | 2006-2007 |
| EA Patras                 | Grèce     | 2009      | 2009      |
| Iraklis Thessalonique     | Grèce     | 2009      | 2009      |
| Pallavolo Pineto          | Italie    | 2010      | 2010      |
| Pallavolo Loreto          | Italie    | 2010-2011 | 2010-2011 |
| Vikingos de Miranda       | Venezuela | 2011-2013 | 2011-2013 |
| CV Teruel                 | Espagne   | 2013-2014 | 2013-2014 |
| Saint-Nazaire VBA         | France    | 2014-2015 | 2014-2015 |
| Mediterráneo de Castellón | Espagne   | 2015-2016 | 2015-2016 |
| CV Teruel                 | Espagne   | 2016-2017 | 2021-2022 |

## Palmarès

### En club
- Championnat d'Espagne :
  - Champion : 2014, 2018.
- Coupe d'Espagne :
  - Vainqueur : 2004, 2018.
- Supercoupe d'Espagne :
  - Vainqueur : 2004, 2013, 2016, 2017, 2018.
- Coupe d'Italie A2 :
  - Vainqueur : 2006.

### En sélection
- Jeux panaméricains :
  - Vainqueur : 2003.

### Individuel
- Meilleur joueur de Coupe d'Italie A2 en 2006.
- Meilleur joueur de Supercoupe d'Espagne en 2016.
- Meilleur joueur de Coupe d'Espagne en 2018.